# パレフ
座標: 北緯56度48分0秒 東経41度51分30秒 / 北緯56.80000度 東経41.85833度

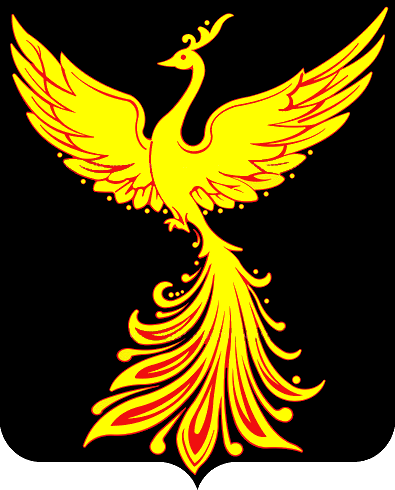
パレフの紋章

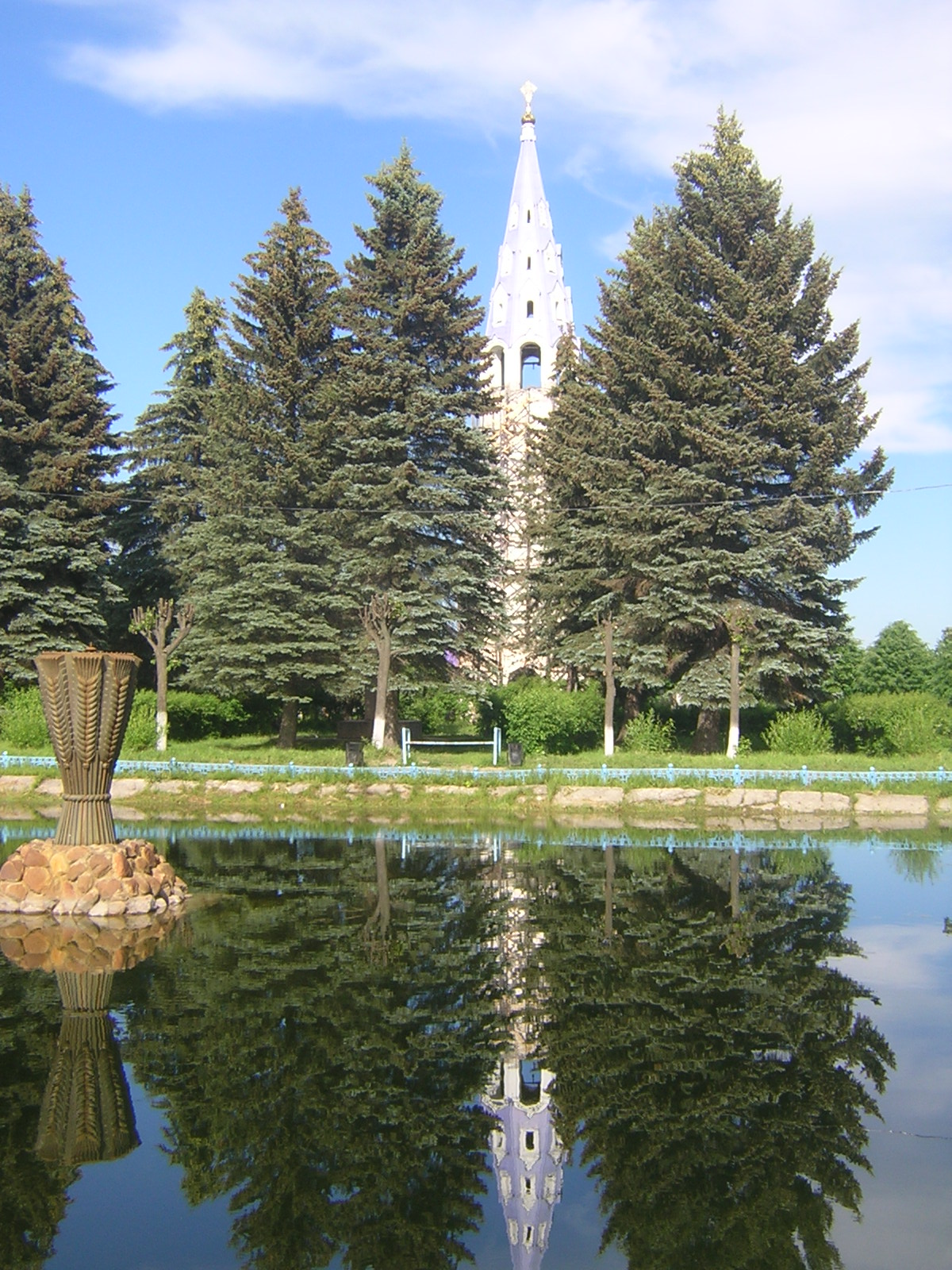
パレフの風景

パレフ（ロシア語: Пáлех, 英語: Palekh）は、ロシア・イヴァノヴォ州にある町。人口は4,633人（2021年） 。州都イヴァノヴォと東のニジニ・ノヴゴロドを結ぶ街道の途中にある。イヴァノヴォ州第3の都市シューヤからは東へ30km。
18世紀以来、パレフはロシアの伝統美術工芸、とりわけイコン制作の中心地のひとつであった。1762年から1774年にかけて築かれた十字架挙栄聖堂にはこの地の伝統的なイコン（壁画イコンを含む）の好例がある。
1918年には装飾美術に携わってきた人々が新たな絵画制作のための組合を作り、1920年代にはイヴァン・イヴァノヴィチ・ゴリコフが最初の漆による細密画『楽園のアダム』をモスクワで発表した。この特徴的な様式は後にパレフ細密画と呼ばれるようになる。細密画の発展のため、1924年にはパレフ古典絵画組合、1932年にはパレフ芸術家協会、1953年には芸術制作工房が結成されてきた。

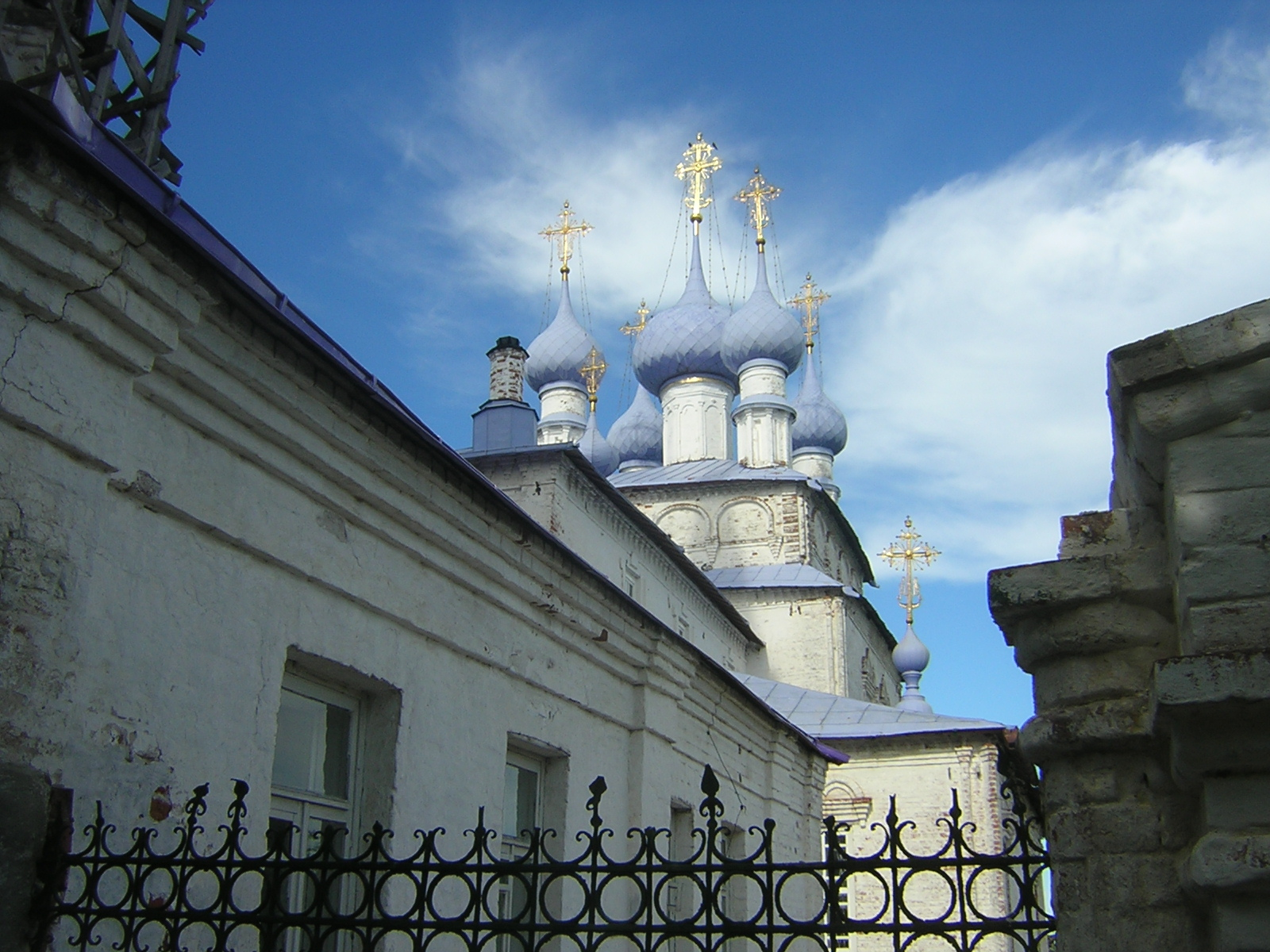
パレフの聖堂

村には大きな工場はなく、廃業した工場などが散在する。周囲の道路の整備状況も悪い。主な産業は細密画制作やイコン制作などの美術工芸である。また工芸学校があり、パレフ美術館など複数の美術館のほか、パレフで活躍した芸術家を記念する個人美術館も多い。芸術家の工房や周囲の聖堂群も見どころになっている。